# IIFA Award/Sony Faces of the Year
Der Preis Sony Faces of the Year ist eine Kategorie des IIFA und wird an noch junge und unerfahrenere Schauspieler und Schauspielerinnen verliehen, die im Vorjahr durch Auftritte, schauspielerischen Leistungen und Erfolge in der Filmindustrie Bollywoods Fuß gefasst haben.
Die Gewinner des IIFA Sony Faces of the Year Award waren:
| Jahr | Schauspieler/in                         |
| ---- | --------------------------------------- |
| 2000 | kein Preis                              |
| 2001 | kein Preis                              |
| 2002 | Bipasha Basu, Gracy Singh, Arjun Rampal |
| 2003 | kein Preis                              |
| 2004 | Amrita Rao, Shahid Kapoor               |
| 2005 | kein Preis                              |
| 2006 | kein Preis                              |
| 2007 | kein Preis                              |